# Lista de pontes em Portugal classificadas como Monumento Nacional
Esta é uma lista de pontes em Portugal classificadas como Monumento Nacional, lista não exaustiva das 
pontes existentes em Portugal que estão classificadas oficialmente como Monumento Nacional, mas tão só das que como tal se encontram registadas e classificadas na Wikidata.
No âmbito da Direção-Geral do Património Cultural do estado português, e para além da base de dados que transitou do IGESPAR, existe a base de dados SIPA onde estão registados os imóveis que em Portugal foram  objecto de classificação. Na última coluna desta lista está inserida a hiperligação para a ficha SIPA da respectiva ponte.
Na primeira coluna, a designação da ponte em itálico significa que não existe artigo na Wikipédia sobre essa ponte, existindo apenas a ficha (elemento/item/objecto) Wikidata. A inexistência de data de construção significa que tal informação ainda não foi inserida na Wikidata.
A lista está ordenada pela localização (freguesia) de cada ponte.
| Designação                               | Imagem | Localização                                                                 | data de fundação ou criação             | Coordenadas Geográficas     | SIPA       |
| ---------------------------------------- | ------ | --------------------------------------------------------------------------- | --------------------------------------- | --------------------------- | ---------- |
| Ponte de São Gonçalo                     |        | Amarante (São Gonçalo), Madalena, Cepelos e Gatão                           | século XVIII                            | 41° 16′ 08″ N, 8° 04′ 41″ O | 3885       |
| Ponte de Rodas                           |        | Amares Vila Verde                                                           |                                         | 41° 40′ 22″ N, 8° 22′ 58″ O | 44         |
| Ponte de Ponte de Lima                   |        | Arca e Ponte de Lima                                                        | século I século XIV                     | 41° 46′ 08″ N, 8° 35′ 07″ O | 424        |
| Ponte de Barcelos                        |        | Barcelos, Vila Boa e Vila Frescainha (São Martinho e São Pedro) Barcelinhos | século XIV                              | 41° 31′ 39″ N, 8° 37′ 20″ O | 202        |
| Ponte Velha de Vizela                    |        | Caldas de Vizela (São Miguel e São João)                                    |                                         | 41° 22′ 23″ N, 8° 18′ 43″ O | 205        |
| Ponte sobre o rio Aguiar                 |        | Castelo Rodrigo                                                             | século XIV                              | 40° 55′ 06″ N, 6° 55′ 50″ O | 3083       |
| Ponte da Cava da Velha                   |        | Castro Laboreiro e Lamas de Mouro                                           | século I século XIII século XII         | 42° 00′ 12″ N, 8° 09′ 50″ O | 4096       |
| Ponte de Cavez                           |        | Cavez                                                                       | século XIII                             | 41° 30′ 50″ N, 7° 53′ 28″ O | 204        |
| Ponte Romana sobre o Rio Poio ou Alvadia |        | Cerva e Limões                                                              |                                         | 41° 27′ 56″ N, 7° 49′ 39″ O | 5837       |
| Ponte de Mem Gutierres                   |        | Esperança e Brunhais                                                        | século XIV século XV                    | 41° 34′ 37″ N, 8° 09′ 58″ O | 1915       |
| Ponte do Porto                           |        | Ferreiros, Prozelo e Besteiros Crespos e Pousada                            | século XIV                              | 41° 36′ 58″ N, 8° 20′ 33″ O | 1910       |
| Ponte de Serves                          |        | Gondar                                                                      |                                         | 41° 25′ 13″ N, 8° 22′ 38″ O | 303        |
| Ponte da Arrábida                        |        | Lordelo do Ouro e Massarelos Santa Marinha e São Pedro da Afurada           | 22 de junho de 1963                     | 41° 08′ 51″ N, 8° 38′ 25″ O | 5507       |
| Ponte de Lagoncinha                      |        | Lousado                                                                     |                                         | 41° 20′ 56″ N, 8° 31′ 12″ O | 213        |
| Ponte de Trajano                         |        | Madalena e Samaiões                                                         | século XIX século II século I           | 41° 44′ 18″ N, 7° 28′ 02″ O | 3668       |
| Ponte do Prado                           |        | Merelim (São Paio), Panoias e Parada de Tibães Vila de Prado                | século XVII                             | 41° 35′ 45″ N, 8° 27′ 47″ O | 1250       |
| Ponte sobre o rio Tua                    |        | Mirandela                                                                   | século XVI                              | 41° 29′ 06″ N, 7° 11′ 04″ O | 382        |
| Ponte de Mértola                         |        | Mértola                                                                     | século II século IX século XII          | 37° 38′ 09″ N, 7° 39′ 51″ O | 905        |
| Ponte do Cabril                          |        | Pedrógão Pequeno Pedrógão Grande                                            | século XVI século XVII                  | 39° 54′ 19″ N, 8° 08′ 22″ O | 3286 18090 |
| Ponte de Ponte da Barca                  |        | Ponte da Barca, Vila Nova de Muía e Paço Vedro de Magalhães                 | século XIX século XVI século XVIII      | 41° 48′ 34″ N, 8° 25′ 15″ O | 439        |
| Ponte de Vila Formosa                    |        | Seda                                                                        | século II século I                      | 39° 12′ 58″ N, 7° 47′ 05″ O | 4947       |
| Ponte de Pedra sobre o Rio Tuela         |        | Torre de Dona Chama                                                         | século XIX século III                   | 41° 39′ 55″ N, 7° 08′ 45″ O | 827        |
| Ponte romana sobre a ribeira de Odivelas |        | Vila Ruiva                                                                  | século XI século V século XVI século XV | 38° 15′ 35″ N, 7° 56′ 46″ O | 1027       |
| Ponte de Vilar de Mouros                 |        | Vilar de Mouros                                                             | século XIV século XV                    | 41° 53′ 15″ N, 8° 47′ 22″ O | 438        |